# Federico III di Lorena
Federico III di Lorena (in francese Ferry e in tedesco Friedrich; 1240 circa – 31 dicembre 1302) fu Duca di Lorena dal 1251 alla sua morte.

## Origine
Secondo il Le Mercier de Morière (1893) (non consultato), Federico era il figlio maschio del Duca di Lorena, Mattia II e della moglie, Caterina di Limburgo († 1255), che secondo la Chronica Albrici Monachi Trium Fontium, era figlia del Duca di Limburgo e Conte di Arlon, Valerano III, e della contessa di Lussemburgo, Ermesinda.
Secondo la Genealogica ex Stirpe Sancti Arnulfi descendentium Mettensis, Mattia II di Lorena era il figlio maschio secondogenito del Duca di Lorena, Federico II e della moglie, Agnese di Bar († 19 giugno 1226), figlia, sia secondo la Genealogica ex Stirpe Sancti Arnulfi descendentium Mettensis, che le Gesta Episcoporum Mettensium (Continuatio II), del Conte di Bar, Teobaldo I di Bar e di Loretta di Los.

## Biografia
Unico figlio maschio di Mattia II di Lorena e di Caterina di Limburgo, Federico viene citato insieme ai genitori nel documento nº 365, datato 31 maggio 1250, del Le Mercier de Morière (1893) (non consultato).
Suo padre, Mattia II, dopo che nel 1249 aveva fatto un accordo di matrimonio tra Federico e Margherita, la figlia del Conte di Champagne e re di Navarra Teobaldo, secondo le Obits mémorables tirés de nécrologes luxembourgeois, rémois et messins (non consultate), morì il 9 febbraio 1251 e Federico gli succedette in quanto unico figlio maschio, sotto tutela della madre, Caterina di Limburgo.
Durante la reggenza della madre, Federico fu scomunicato insieme a Caterina per essersi schierati a fianco dei borghesi di Toul, che si erano ribellati al loro vescovo; la scomunica venne ritirata nel 1255 alla morte della madre.
Nel 1255, egli sposò Margherita, figlia del Re Tebaldo I di Navarra e di Margherita di Borbone († 1256). Oltre re di Navarra, Tebaldo era inoltre Conte di Champagne ed il matrimonio di sua figlia era un chiaro intento di francesizzazione della Lorena, fatto che segnerà negativamente i futuri rapporti tra Francia e Impero. Quando la regina di Navarra, Giovanna I, nipote di Margherita, figlia di suo fratello, Enrico I di Navarra, nel 1284,  sposò, l'erede al trono francese, Filippo il Bello, che divenne Filippo I di Navarra e, nel 1285, futuro Re di Francia come, Filippo IV il Bello, il potere francese crebbe.
Nel 1257, i principi-elettori del Sacro Romano Impero si incontrarono a Francoforte per eleggere il successore del re di Germania, Guglielmo II, Conte d'Olanda (dopo la morte di Corrado IV di Svevia, nel maggio 1254, la corona di re di Germania a Guglielmo era stata riconosciuta senza opposizioni significative), che era morto nel 1256. Gli elettori non si accordarono ed il partito inglese ebbe la meglio, eleggendo il conte di Cornovaglia, Riccardo, fratello di Enrico III d'Inghilterra, ed oppositore degli Hohenstaufen, come Guglielmo prima di lui; altri elettori, invece, elessero il re di Castiglia e León, Alfonso X, che era nipote del precedente re Hohenstaufen, Filippo di Svevia, la cui figlia Beatrice era la madre di Alfonso: poche settimane di distanza, erano stati eletti, in contrapposizione, due re di Germania: Riccardo di Cornovaglia e Alfonso X di Castiglia.
Secondo lo storico, Georges Poull, nel suo libro La Maison ducale de Lorraine (1994) (non consultato), Federico fu sostenitore di Alfonso, e, nel 1259, si recò in Spagna ad omaggiare il suo re.La rivalità tra i due contendenti si concluse con la morte di Riccardo, nel 1272 e l'elezione di Rodolfo d'Asburgo nel 1273, che ristabilì unità e ordine nel regno.
Ancora secondo lo storico, Georges Poull, nel suo libro La Maison ducale de Lorraine (1994) (non consultato), Federico III, durante il suo regno, combatté contro i vescovi di Metz sino a che, nel 1295, dopo aver danneggiato l'Abbazia di Remiremont e rifiutato di indennizzarla, il papa Clemente IV lo scomunicò e pose il suo ducato sotto "interdetto" papale.
Nel 1295, Federico III fu tra coloro che appoggiarono il re di Francia, Filippo IV il Bello, contro il re di Germania, Adolfo di Nassau, che minacciava l'invasione della Francia.
Nel 1297, secondo la HISTOIRE ECCLESIASTIQUE ET CIVILE DE LORRAINE, QUI COMPREND CE QUI..., Volume 2, Federico III fece testamento, ricordando sia la moglie che diversi figli, tra cui Teobaldo (Thibaut me fils), come suo successore .
Federico III morì nel dicembre 1302 e gli succedette il figlio, Teobaldo.

## Matrimonio e discendenza
Nel 1255, Federico, secondo la HISTOIRE ECCLESIASTIQUE ET CIVILE DE LORRAINE, QUI COMPREND CE QUI..., Volume 2, aveva sposato Margherita, figlia di Tebaldo il Saggio, conte di Champagne (Tebaldo IV di Champagne) e Re di Navarra (Tebaldo I di Navarra) e della sua terza moglie, Margherita, principessa della casa di Borbone(† 1256), figlia secondogenita del signore di Borbone, Arcimbaldo VIII, e di Guigone de Forez; Margherita, ricordata nel testamento di Federico (Marguerite ma femme), sopravvisse al marito. Federico da Margherita ebbe otto figli:
- Teobaldo (1263-13 maggio 1312), Duca di Lorena[12];
- Mattia († affogato nel 1282), signore di Beauregard (Maheu mon fils qui tint Belreïwart)[12]. Sposò, nel giugno 1278, Alice di Bar, figlia del conte di Bar, Tebaldo II. Ambedue, dopo il matrimonio rinunciarono ad avere delle pretese, rispettivamente sul ducato dell'Alta Lorena e sulla contea di Bar;
- Federico († assassinato il 4 giugno 1299), vescovo prima di Auxerre (1286) e poi di Orléans, nel 1297, come dalla Histoire généalogique de la maison de Harcourt[16]; fu ucciso da un soldato la cui figlia era stata sedotta da lui;
- Federico, detto di Plombières († tra l'8 giugno 1317 ed il 20 ottobre 1318), signore di Plombières, Romont e Brémoncourt (Ferri mon fils de Plommieres)[12], che sposò, in prime nozze: Margherita di Blamont, e, in seconde, Isabella di Pulligny. Dalla prima moglie ebbe tre figli:
  - Giacomo (?- dopo il 1321), signore di Brémoncourt,
  - Gerardo, forse Gerardo di Brémoncourt, abate a Beaupré,
  - Elisa (?- dopo il 1320), che sposò Gualtiero di Vic-sur-Seille;
- Isabella (mon anée fille Isabéez[12] 1272-11 maggio 1335), consorte dell'erede ai titoli di Duca della Baviera Superiore e di Conte Palatino del Reno, dopo aver sposato, nel gennaio 1288, Ludovico (1267- morto durante un torneo, nel 1290), figlio del duca ed elettore, Ludovico II del Palatinato; nel febbraio del 1306, sposò in seconde nozze, il conte di Vaudemont, Enrico III[16] († ca. 1347);
- Caterina († dopo il 13 marzo 1316), signora di Romont, sposata nel 1290 con Corrado III di Friburgo († 1350), conte de Friburgo in Brisgovia, come da Annales Colmarienses Maiores[17];
- Agnese († prima del 1275), sposata con Jean II d'Harcourt[16] († 1302);
- Maddalena, sposata con Eberardo I, Conte di Württemberg[16] († 1325).

Federico da una o più amanti, di cui non si conoscono né i nomi né gli ascendenti ebbe quattro figli:
- Giovanni detto di Neuviller o di Toul (as hoirs Jean mon fils de Toul † 1295)[12];
- Colin, nominato nel testamento del fratello Giovanni, secondo lo storico, Georges Poull, nel suo libro La Maison ducale de Lorraine (1994) (non consultato)[1];
- Isabella, nominata nel testamento del fratello Giovanni, secondo lo storico, Georges Poull, nel suo libro La Maison ducale de Lorraine (1994) (non consultato)[1];
- Margherita, nominata nel testamento del fratello Giovanni, secondo lo storico, Georges Poull, nel suo libro La Maison ducale de Lorraine (1994) (non consultato)[1].

## Ascendenza
|                          |                       |                          | Genitori                 |  |  | Nonni |  |  | Bisnonni             |  |  | Trisnonni          |  |
|                          |                       |                          |                          |  |  |       |  |  | Federico I di Lorena |  |  | Mattia I di Lorena |  |
|                          |                       |                          |                          |  |  |       |  |  | Federico I di Lorena |  |  | Mattia I di Lorena |  |
|                          |                       | Berta di Hohenstaufen    |                          |  |  |       |  |  | Federico I di Lorena |  |  |                    |  |
| Federico II di Lorena    |                       |                          |                          |  |  |       |  |  | Federico I di Lorena |  |  |                    |  |
|                          |                       | Ludmilla di Polonia      | Miecislao III di Polonia |  |  |       |  |  |                      |  |  |                    |  |
|                          |                       | Ludmilla di Polonia      | Miecislao III di Polonia |  |  |       |  |  |                      |  |  |                    |  |
|                          |                       | Ludmilla di Polonia      | …                        |  |  |       |  |  |                      |  |  |                    |  |
| Mattia II di Lorena      |                       | Ludmilla di Polonia      |                          |  |  |       |  |  |                      |  |  |                    |  |
|                          |                       | Teobaldo I di Bar        | Rinaldo II di Bar        |  |  |       |  |  |                      |  |  |                    |  |
|                          |                       | Teobaldo I di Bar        | Rinaldo II di Bar        |  |  |       |  |  |                      |  |  |                    |  |
|                          |                       | Teobaldo I di Bar        | Agnese di Blois          |  |  |       |  |  |                      |  |  |                    |  |
| Agnese di Bar            |                       | Teobaldo I di Bar        |                          |  |  |       |  |  |                      |  |  |                    |  |
|                          |                       | Lauretta di Loon         | Luigi I di Loon          |  |  |       |  |  |                      |  |  |                    |  |
|                          |                       | Lauretta di Loon         | Luigi I di Loon          |  |  |       |  |  |                      |  |  |                    |  |
|                          |                       | Lauretta di Loon         | Agnese di Metz           |  |  |       |  |  |                      |  |  |                    |  |
| Federico III di Lorena   |                       | Lauretta di Loon         |                          |  |  |       |  |  |                      |  |  |                    |  |
|                          | Enrico II di Limburgo | Valerano II di Limburgo  |                          |  |  |       |  |  |                      |  |  |                    |  |
|                          | Enrico II di Limburgo | Valerano II di Limburgo  |                          |  |  |       |  |  |                      |  |  |                    |  |
|                          | Enrico II di Limburgo | Giuditta von Wassenberg  |                          |  |  |       |  |  |                      |  |  |                    |  |
| Valerano III di Limburgo | Enrico II di Limburgo |                          |                          |  |  |       |  |  |                      |  |  |                    |  |
|                          |                       | Sofia di Saarbrücken     | Simone I di Saarbrücken  |  |  |       |  |  |                      |  |  |                    |  |
|                          |                       | Sofia di Saarbrücken     | Simone I di Saarbrücken  |  |  |       |  |  |                      |  |  |                    |  |
|                          |                       | Sofia di Saarbrücken     | Mechilde                 |  |  |       |  |  |                      |  |  |                    |  |
| Caterina di Limburgo     |                       | Sofia di Saarbrücken     |                          |  |  |       |  |  |                      |  |  |                    |  |
|                          |                       | Enrico IV di Lussemburgo | Alberto III di Namur     |  |  |       |  |  |                      |  |  |                    |  |
|                          |                       | Enrico IV di Lussemburgo | Alberto III di Namur     |  |  |       |  |  |                      |  |  |                    |  |
|                          |                       | Enrico IV di Lussemburgo | Ida di Sassonia          |  |  |       |  |  |                      |  |  |                    |  |
| Ermesinda di Lussemburgo |                       | Enrico IV di Lussemburgo |                          |  |  |       |  |  |                      |  |  |                    |  |
|                          |                       | Agnese di Gheldria       | Enrico I di Gheldria     |  |  |       |  |  |                      |  |  |                    |  |
|                          |                       | Agnese di Gheldria       | Enrico I di Gheldria     |  |  |       |  |  |                      |  |  |                    |  |
|                          |                       | Agnese di Gheldria       | Agnese d'Arnstein        |  |  |       |  |  |                      |  |  |                    |  |
|                          |                       | Agnese di Gheldria       |                          |  |  |       |  |  |                      |  |  |                    |  |

### Fonti primarie
- (LA)  Monumenta Germaniae Historica, Scriptores, tomus X.
- (LA)  Monumenta Germaniae Historica, Scriptores, tomus XVII.
- (LA)  Monumenta Germaniae Historica, Scriptores, tomus XXIII.
- (LA)  Monumenta Germaniae Historica, Scriptores, tomus XXV.

### Letteratura storiografica
- Austin Lane Poole, L'interregno in Germania, cap. IV, vol. V (Il trionfo del papato e lo sviluppo comunale) della Storia del Mondo Medievale, 1999, pp. 128–152.
- P.J. Block, Germania, 1273-1313, cap. VIII, vol. VI (Declino dell'impero e del papato e sviluppo degli stati nazionali) della Storia del Mondo Medievale, 1999, pp. 332–371.
- (FR)  HISTOIRE ECCLESIASTIQUE ET CIVILE DE LORRAINE, QUI COMPREND CE QUI..., Volume 2.
- (FR)  Histoire généalogique de la maison de Harcourt, Volume III.